# Лисенко Едуард Олександрович
Едуар́д Олекса́ндрович Лисе́нко (1996—2022) — старший солдат Збройних Сил України, учасник російсько-української війни.

## Життєпис
Народився 18 лютого 1996 року в селі селі Оленинське Охтирського району Сумської області
Військову службу проходив у 91 окремому Охтирському полку підтримки.
Приймав безпосередню участь в Антитерористичній операції (ООС) у 2021-2022 роках. З початку повномасштабного вторгнення російської федерації 24 лютого 2022 року приймав безпосередню участь в обороні м. Охтирка.
Загинув 26 лютого 2022 в районі міста Охтирка.

## Нагороди та вшанування
- Орден «За мужність» III ступеня[1]
- Почесний громадянин міста-героя Охтирки.

1. ↑  Указ Президента України №471/2022 «Про відзначення державними нагородами України». Президент України. 6 липня 2022. Архів оригіналу за 9 листопада 2024. Процитовано 5 лютого 2025.